# Campionato mondiale Supersport 2016
Il campionato mondiale Supersport 2016 è la diciottesima edizione del campionato mondiale Supersport.
Il titolo piloti è stato vinto, per la quinta volta in carriera, da Kenan Sofuoğlu con una Kawasaki ZX-6R del team Kawasaki Puccetti Racing. Sofuoğlu ottiene sei vittorie su dodici gare in calendario e stacca di settantaquattro punti il più vicino degli inseguitori, il francese Jules Cluzel.
Tra i costruttori prevale Kawasaki che ottiene sette successi in gara e stacca di quarantatré punti la più diretta delle concorrenti: Honda. Terza in classifica l'italiana MV Agusta che vince due Gran Premi. Più staccati gli altri costruttori.

## Piloti partecipanti
Fonte
Tutte le motociclette in competizione sono equipaggiate con pneumatici forniti dalla Pirelli. A partire da questa stagione, insieme ai piloti che concorrono per il mondiale Supersport, vi sono alcuni piloti (indicati in tabella come piloti della "classe ESS") che concorrono per la coppa Europa (pertanto sono iscritti solo ai GP corsi in territorio Europeo).
| Nº  | Pilota                | Squadra                              | Motocicletta        | Classe |
| --- | --------------------- | ------------------------------------ | ------------------- | ------ |
| 1   | Kenan Sofuoğlu        | Kawasaki Puccetti Racing             | Kawasaki ZX-6R      |        |
| 2   | Patrick Jacobsen      | Honda World Supersport               | Honda CBR600RR      |        |
| 4   | Gino Rea              | GRT Racing                           | MV Agusta F3 675    |        |
| 5   | Mitchell Levy         | Landbridge Racing                    | Yamaha YZF R6       |        |
| 6   | Davide Stirpe         | Scuderia Maranga Racing              | Kawasaki ZX-6R      | ESS    |
| 7   | Angelo Licciardi      | R2 MotorRacing                       | Kawasaki ZX-6R      | ESS    |
| 9   | Jed Metcher           | WILSport Racedays Honda              | Honda CBR600RR      | ESS    |
| 10  | Nacho Calero          | Orelac Racing VerdNatura             | Kawasaki ZX-6R      |        |
| 11  | Christian Gamarino    | Team Go Eleven                       | Kawasaki ZX-6R      |        |
| 12  | Christopher Gobbi     | VFT Racing                           | Yamaha YZF R6       | ESS    |
| 13  | Anthony West          | Tribeca Racing                       | Yamaha YZF R6       |        |
| 13  | Anthony West          | West EAB Yamaha                      | Yamaha YZF R6       |        |
| 16  | Jules Cluzel          | MV Agusta Reparto Corse              | MV Agusta F3 675    |        |
| 17  | Hiromichi Kunikawa    | Kawasaki Puccetti Racing             | Kawasaki ZX-6R      |        |
| 19  | Kevin Wahr            | Gemar Balloons - Team Lorini         | Honda CBR600RR      |        |
| 20  | Dorren Loureiro       | WILSport Racedays Honda              | Honda CBR600RR      | ESS    |
| 21  | Randy Krummenacher    | Kawasaki Puccetti Racing             | Kawasaki ZX-6R      |        |
| 22  | Eemeli Lahti          | Suzuki Stoneline-Mayer               | Suzuki GSX-R600     |        |
| 23  | Cédric Tangre         | Yohann Moto Sport                    | Suzuki GSX-R600     | ESS    |
| 24  | Decha Kraisart        | Yamaha Thailand Racing               | Yamaha YZF R6       |        |
| 25  | Alex Baldolini        | Race Department ATK#25               | MV Agusta F3 675    |        |
| 26  | Guillaume Antiga      | MTM / HS Kawasaki                    | Kawasaki ZX-6R      | ESS    |
| 30  | Kane Burns            | Burns Racing                         | Suzuki GSX-R600     |        |
| 34  | Kevin Manfredi        | Phoenix Racing Suzuki                | Suzuki GSX-R600     |        |
| 35  | Stefan Hill           | CIA Landlord Insurance Honda         | Honda CBR600RR      |        |
| 38  | Hannes Soomer         | Kallio Racing                        | Yamaha YZF R6       |        |
| 41  | Aiden Wagner          | GRT Racing                           | MV Agusta F3 675    |        |
| 42  | Stéphane Frossard     | Team CMS                             | Yamaha YZF R6       |        |
| 44  | Roberto Rolfo         | Factory Vamag                        | MV Agusta F3 675    |        |
| 47  | Axel Bassani          | San Carlo Team Italia                | Kawasaki ZX-6R      | ESS    |
| 48  | Alex Phillis          | AARK Racing                          | Honda CBR600RR      |        |
| 49  | Casey Tobolewski      | MTM / HS Kawasaki                    | Kawasaki ZX-6R      | ESS    |
| 50  | Braeden Ortt          | WILSport Racedays Honda              | Honda CBR600RR      | ESS    |
| 51  | Bryan Schouten        | MVR-Racing                           | Yamaha YZF R6       |        |
| 52  | Massimo Roccoli       | MV Agusta Reparto Corse              | MV Agusta F3 675    |        |
| 53  | Nicola Jr. Morrentino | Team Rosso e Nero                    | Yamaha YZF R6       |        |
| 55  | Ilya Mikhalchik       | DS Junior                            | Kawasaki ZX-6R      | ESS    |
| 57  | Ilario Dionisi        | Ellan Vannin Motorsport              | MV Agusta F3 675    |        |
| 58  | Clement Stoll         | CS Race                              | Triumph Daytona 675 |        |
| 59  | Ratthapong Wilairot   | A.P.Honda Racing Thailand            | Honda CBR600RR      |        |
| 61  | Alessandro Zaccone    | San Carlo Team Italia                | Kawasaki ZX-6R      | ESS    |
| 63  | Zulfahmi Khairuddin   | Orelac Racing VerdNatura             | Kawasaki ZX-6R      |        |
| 64  | Federico Caricasulo   | Bardahl Evan Bros. Honda Racing      | Honda CBR600RR      |        |
| 65  | Michael Canducci      | Green Speed                          | Kawasaki ZX-6R      |        |
| 65  | Michael Canducci      | GRT Racing                           | MV Agusta F3 675    |        |
| 66  | Niki Tuuli            | Kallio Racing                        | Yamaha YZF R6       |        |
| 68  | Glenn Scott           | Gemar Balloons - Team Lorini         | Honda CBR600RR      |        |
| 69  | Ondřej Ježek          | Team Go Eleven                       | Kawasaki ZX-6R      |        |
| 71  | Christoffer Bergman   | CIA Landlord Insurance Honda         | Honda CBR600RR      |        |
| 74  | Jaimie van Sikkelerus | Start Racing                         | Yamaha YZF R6       |        |
| 74  | Jaimie van Sikkelerus | MTM Team                             | Yamaha YZF R6       | ESS    |
| 77  | Kyle Ryde             | Ranieri Med - SC Racing              | Yamaha YZF R6       |        |
| 77  | Kyle Ryde             | Schmidt Racing                       | MV Agusta F3 675    |        |
| 77  | Kyle Ryde             | Schmidt Racing                       | Kawasaki ZX-6R      |        |
| 78  | Hikari Ōkubo          | CIA Landlord Insurance Honda         | Honda CBR600RR      |        |
| 80  | Xavier Pinsach        | Gemar Balloons - Team Lorini         | Honda CBR600RR      |        |
| 81  | Luke Stapleford       | CIA Landlord Insurance Profile Honda | Honda CBR600RR      |        |
| 81  | Luke Stapleford       | Profile Racing                       | Triumph Daytona 675 |        |
| 82  | Lorenzo Cipiciani     | Vueffe Corse                         | Honda CBR600RR      |        |
| 83  | Lachlan Epis          | Response RE Racing                   | Kawasaki ZX-6R      |        |
| 84  | Loris Cresson         | MTM / HS Kawasaki                    | Kawasaki ZX-6R      | ESS    |
| 84  | Loris Cresson         | RPM84                                | Yamaha YZF R6       |        |
| 86  | Ayrton Badovini       | Gemar Balloons - Team Lorini         | Honda CBR600RR      |        |
| 87  | Lorenzo Zanetti       | MV Agusta Reparto Corse              | MV Agusta F3 675    |        |
| 87  | Lorenzo Zanetti       | GRT Racing                           | MV Agusta F3 675    |        |
| 88  | Nicolás Terol         | Schmidt Racing                       | MV Agusta F3 675    |        |
| 89  | Andrew Irwin          | Appleyard Macadam Racing             | Yamaha YZF R6       |        |
| 96  | Javier Orellana       | WILSport Racedays Honda              | Honda CBR600RR      | ESS    |
| 99  | Luigi Morciano        | Team Go Eleven                       | Kawasaki ZX-6R      |        |
| 111 | Kyle Smith            | CIA Landlord Insurance Honda         | Honda CBR600RR      |        |
| 119 | János Chrobák         | Schmidt Racing                       | MV Agusta F3 675    | ESS    |
| 123 | Felix Peron           | 23 FELIX LE Pi-LOT by ASPI           | Yamaha YZF R6       |        |
| 127 | Luigi Brignoli        | Broncos Racing                       | Kawasaki ZX-6R      |        |
| 161 | Alexey Ivanov         | DMC Panavto-Yamaha                   | Yamaha YZF R6       |        |
| 183 | Peter Polesso         | TCP Racing                           | Yamaha YZF R6       |        |

| Legenda            |
| ------------------ |
| Pilota wildcard    |
| Pilota sostitutivo |

## Calendario
| Nº | Data         | Gran Premio | Circuito       | Pole Position       | Vincitore Gara     | Leader del campionato | Resoconto |
| -- | ------------ | ----------- | -------------- | ------------------- | ------------------ | --------------------- | --------- |
| 1  | 28 febbraio  | Australia   | Phillip Island | Kenan Sofuoğlu      | Randy Krummenacher | Randy Krummenacher    | Resoconto |
| 2  | 13 marzo     | Thailandia  | Buriram        | Jules Cluzel        | Jules Cluzel       | Randy Krummenacher    | Resoconto |
| 3  | 3 aprile     | Aragona     | Aragón         | Kenan Sofuoğlu      | Kenan Sofuoğlu     | Randy Krummenacher    | Resoconto |
| 4  | 17 aprile    | Paesi Bassi | Assen          | Randy Krummenacher  | Kyle Smith         | Randy Krummenacher    | Resoconto |
| 5  | 1 maggio     | Italia      | Imola          | Jules Cluzel        | Kenan Sofuoğlu     | Kenan Sofuoğlu        | Resoconto |
| 6  | 15 maggio    | Malaysia    | Sepang         | Kenan Sofuoğlu      | Ayrton Badovini    | Kenan Sofuoğlu        | Resoconto |
| 7  | 29 maggio    | Regno Unito | Donington      | Kenan Sofuoğlu      | Kenan Sofuoğlu     | Kenan Sofuoğlu        | Resoconto |
| 8  | 19 giugno    | Italia      | Misano         | Federico Caricasulo | Kenan Sofuoğlu     | Kenan Sofuoğlu        | Resoconto |
| 9  | 18 settembre | Germania    | Lausitzring    | Kenan Sofuoğlu      | Kenan Sofuoğlu     | Kenan Sofuoğlu        | Resoconto |
| 10 | 2 ottobre    | Francia     | Magny-Cours    | Kenan Sofuoğlu      | Jules Cluzel       | Kenan Sofuoğlu        | Resoconto |
| 11 | 16 ottobre   | Spagna      | Jerez          | Kenan Sofuoğlu      | Kenan Sofuoğlu     | Kenan Sofuoğlu        | Resoconto |
| 12 | 28 ottobre   | Qatar       | Losail         | Luke Stapleford     | Kyle Smith         | Kenan Sofuoğlu        | Resoconto |

## Classifiche

### Classifica Piloti

#### Mondiale
| Pos. | Pilota                | Moto                         |     |     |     |     |     |     |     |     |     |     |     |     | P.ti |
| ---- | --------------------- | ---------------------------- | --- | --- | --- | --- | --- | --- | --- | --- | --- | --- | --- | --- | ---- |
| 1    | Kenan Sofuoğlu        | Kawasaki                     | Rit | 2   | 1   | 3   | 1   | 6   | 1   | 1   | 1   | Rit | 1   | 2   | 216  |
| 2    | Jules Cluzel          | MV Agusta                    | 17  | 1   | 4   | 18  | 2   | 7   | 8   | Rit | 3   | 1   | 6   | 3   | 142  |
| 3    | Randy Krummenacher    | Kawasaki                     | 1   | 4   | 2   | 4   | NP  | 8   | 3   | 4   | 6   | 5   | Rit | 5   | 140  |
| 4    | Patrick Jacobsen      | Honda                        | 5   | 3   | Rit | Rit | 3   | 4   | 2   | 2   | 4   | Rit | 4   | 4   | 135  |
| 5    | Kyle Smith            | Honda                        | Rit | 5   | 11  | 1   | 10  | 5   | 6   | Rit | 9   | 7   | 3   | 1   | 125  |
| 6    | Ayrton Badovini       | Honda                        |     |     |     | 7   | 8   | 1   | 9   | Rit | 13  | 3   | 8   | 6   | 86   |
| 7    | Gino Rea              | MV Agusta                    | 7   | 9   | Rit | 2   | Rit | 3   | 4   | 3   | Rit | Rit |     |     | 81   |
| 8    | Alex Baldolini        | MV Agusta                    | 6   | 6   | Rit | 5   | 4   | 9   | 7   | 6   | 12  | NP  |     | 10  | 80   |
| 9    | Federico Caricasulo   | Honda                        | 2   | 17  | 7   | 11  | 7   | 10  | 11  | SQ  | 5   | 6   | Rit | Rit | 75   |
| 10   | Niki Tuuli            | Yamaha                       |     |     |     |     |     |     |     |     | 2   | 2   | 2   |     | 60   |
| 11   | Zulfahmi Khairuddin   | Kawasaki                     | 13  | 7   | 8   | 20  | 25  | 2   | 20  | Rit | 22  | 10  | 15  | 7   | 56   |
| 12   | Axel Bassani          | Kawasaki                     |     |     | 6   | 8   | 13  |     | 17  | 7   | 15  | 4   | 5   |     | 55   |
| 13   | Lorenzo Zanetti       | MV Agusta                    | Rit | 8   | Rit | 29  | SQ  | 13  | 10  | 5   | 7   | 9   | 10  | Rit | 50   |
| 14   | Ondřej Ježek          | Kawasaki                     | 8   | 10  | 14  | 9   | 6   | 17  | Rit |     | Rit | 13  | 18  | 11  | 41   |
| 15   | Ilya Mikhalchik       | Kawasaki                     |     |     | 13  | 6   | 12  |     | 13  | 16  | 14  | 8   | 7   |     | 39   |
| 16   | Luke Stapleford       | Honda e Triumph              | 16  | 14  |     | 12  | 18  | 14  | 5   | 8   | 11  | 15  | 14  | Rit | 35   |
| 17   | Nicolás Terol         | MV Agusta                    | 11  | Rit | 3   | 13  | 9   | Rit | Rit | 18  |     |     |     |     | 31   |
| 18   | Alessandro Zaccone    | Kawasaki                     |     |     | 5   | 19  | 5   |     | 12  | Rit | Rit | Rit | 11  |     | 31   |
| 19   | Christian Gamarino    | Kawasaki                     | 4   | 16  | 10  | 10  | 16  | 11  | Rit | Rit | 19  | Rit | 16  | Rit | 30   |
| 20   | Christoffer Bergman   | Honda                        |     |     |     | 25  | 24  | 18  | 16  | 9   | 8   | Rit | 9   | 8   | 30   |
| 21   | Hikari Ōkubo          | Honda                        | Rit | 20  | 16  | 24  | 19  | 15  | 15  | 11  | 10  | 27  | 13  | 13  | 19   |
| 22   | Kevin Wahr            | Honda                        | NP  | 12  | 9   | 16  | 11  | Rit |     | 15  | 16  |     |     |     | 17   |
| 23   | Anthony West          | Yamaha                       | 3   |     |     | NP  |     |     |     |     |     |     |     |     | 16   |
| 24   | Roberto Rolfo         | MV Agusta                    | 9   | 18  | Rit | 22  | 14  | 12  | 14  | Rit | 18  | 16  | Rit | Rit | 15   |
| 25   | Kyle Ryde             | Yamaha, MV Agusta e Kawasaki | 19  | Rit | 12  | 14  | 15  |     | 21  | 22  | 17  | 11  | NP  | 14  | 14   |
| 26   | Aiden Wagner          | MV Agusta                    | 10  | 15  | Rit |     | 17  | 16  | 19  | 14  |     |     |     |     | 9    |
| 27   | Massimo Roccoli       | MV Agusta                    |     |     |     |     |     |     |     |     |     |     |     | 9   | 7    |
| 28   | Glenn Scott           | Honda                        | 12  | 13  | NP  |     |     |     | NP  |     |     |     |     |     | 7    |
| 29   | Davide Stirpe         | Kawasaki                     |     |     | 19  | 23  | 21  |     | 27  | 10  | 26  | 26  | 20  |     | 6    |
| 30   | Xavier Pinsach        | Honda                        |     |     |     |     |     |     |     |     |     | 14  | 12  | Rit | 6    |
| 31   | Decha Kraisart        | Yamaha                       |     | 11  |     |     |     |     |     |     |     |     |     |     | 5    |
| 32   | Loris Cresson         | Kawasaki e Yamaha            |     |     | 18  | 27  | 27  |     |     |     |     |     |     | 12  | 4    |
| 33   | Hannes Soomer         | Yamaha                       |     |     |     |     |     |     |     |     | 21  | 12  | 19  |     | 4    |
| 34   | Kevin Manfredi        | Suzuki                       |     |     |     |     |     |     |     | 12  |     |     |     |     | 4    |
| 35   | Luigi Morciano        | Kawasaki                     |     |     |     |     |     |     |     | 13  |     |     |     |     | 3    |
| 36   | Alex Phillis          | Honda                        | 14  |     |     |     |     |     |     |     |     |     |     |     | 2    |
| 37   | Lachlan Epis          | Kawasaki                     | 21  | 22  | 21  | NQ  | 29  | 19  | 28  | 24  | Rit | 20  | 23  | 15  | 1    |
| 38   | Cédric Tangre         | Suzuki                       |     |     | Rit | 15  | 26  |     | 26  | 21  | 25  | 18  | 22  |     | 1    |
| 39   | Nacho Calero          | Kawasaki                     | 18  | 19  | 15  | 26  | 22  | 21  | 24  | Rit | 24  | 17  | Rit | Rit | 1    |
| 40   | Mitchell Levy         | Yamaha                       | 15  |     |     |     |     |     |     |     |     |     |     |     | 1    |
| NC   | Stefan Hill           | Honda                        | 20  | 21  | Rit | 30  | Rit | 20  | 25  | Rit | Rit | 24  | Rit | 16  | 0    |
| -    | Michael Canducci      | Kawasaki e MV Agusta         |     |     |     |     | Rit |     |     |     | 23  | Rit | 17  | Rit | 0    |
| -    | Ilario Dionisi        | MV Agusta                    |     |     |     |     |     |     |     | 17  |     |     |     |     | 0    |
| -    | Bryan Schouten        | Yamaha                       |     |     |     | 17  |     |     |     |     |     |     |     |     | 0    |
| -    | János Chrobák         | MV Agusta                    |     |     | 17  | 21  | Rit |     |     |     |     |     |     |     | 0    |
| -    | Andrew Irwin          | Yamaha                       |     |     |     |     |     |     | 19  |     |     |     |     |     | 0    |
| -    | Guillaume Antigua     | Kawasaki                     |     |     |     |     |     |     |     |     |     | 19  |     |     | 0    |
| -    | Christopher Gobbi     | Yamaha                       |     |     | 20  | 28  | 28  |     | 29  | 19  | 27  | 25  | 21  |     | 0    |
| -    | Dorren Loureiro       | Honda                        |     |     |     |     |     |     |     |     |     | 29  | 25  |     | 0    |
| -    | Eemeli Lathi          | Suzuki                       |     |     |     |     |     |     |     |     | 20  |     |     |     | 0    |
| -    | Luigi Brignoli        | Kawasaki                     |     |     |     |     |     |     |     | 20  |     |     |     |     | 0    |
| -    | Nicola Jr. Morrentino | Yamaha                       |     |     |     |     | 20  |     |     |     |     |     |     |     | 0    |
| -    | Stéphane Frossard     | Yamaha                       |     |     |     |     |     |     |     |     |     | 21  |     |     | 0    |
| -    | Clément Stoll         | Triumph                      |     |     |     |     |     |     |     |     |     | 22  |     |     | 0    |
| -    | Javier Orellana       | Honda                        |     |     | Rit | NP  |     |     | 22  | 25  |     |     |     |     | 0    |
| -    | Braeden Ortt          | Honda                        |     |     | 22  | NQ  | 30  |     | Rit | 23  | 28  | 28  | 24  |     | 0    |
| -    | Peter Polesso         | Yamaha                       |     |     |     |     |     |     |     |     |     | 23  |     |     | 0    |
| -    | Jaimie van Sikkelerus | Yamaha                       |     |     |     | Rit |     |     | 23  |     |     |     |     |     | 0    |
| -    | Jed Metcher           | Honda                        |     |     |     |     | 23  |     |     |     |     |     |     |     | 0    |
| -    | Dorren Loureiro       | Honda                        |     |     |     |     |     |     |     |     |     | 29  | 25  |     | 0    |
| -    | Felix Peron           | Yamaha                       |     |     |     |     |     |     |     |     |     | 30  |     |     | 0    |
| -    | Angelo Licciardi      | Kawasaki                     |     |     | Rit | NQ  | Rit |     | 30  | Rit | NQ  | NQ  |     |     | 0    |
| -    | Lorenzo Cipiciani     | Honda                        |     |     |     |     |     |     |     | Rit |     |     |     |     | 0    |
| -    | Hiromichi Kunikawa    | Kawasaki                     |     |     | Rit |     |     |     |     |     |     |     |     |     | 0    |
| -    | Alexey Ivanov         | Yamaha                       |     |     | Rit |     |     |     |     |     |     |     |     |     | 0    |
| -    | Rattapong Wilairot    | Honda                        |     | Rit |     |     |     |     |     |     |     |     |     |     | 0    |
| -    | Kane Burns            | Suzuki                       | Rit |     |     |     |     |     |     |     |     |     |     |     | 0    |
| -    | Casey Tobolewski      | Kawasaki                     |     |     |     |     |     |     |     |     | NQ  |     |     |     | 0    |
| Pos  | Pilota                | Moto                         |     |     |     |     |     |     |     |     |     |     |     |     | P.ti |

| Legenda | 1º posto        | 2º posto            | 3º posto           | A punti      | Senza punti        | Grassetto – Pole position Corsivo – Giro più veloce |
| Legenda | Gara non valida | Non qual./Non part. | Ritirato/Non class | Squalificato | '-' Dato non disp. | Grassetto – Pole position Corsivo – Giro più veloce |

#### Coppa Europa
| Pos. | Pilota                | Moto      |     |    |     |     |     |     |     |    | P.ti |
| ---- | --------------------- | --------- | --- | -- | --- | --- | --- | --- | --- | -- | ---- |
| 1    | Axel Bassani          | Kawasaki  | 6   | 8  | 13  | 17  | 7   | 15  | 4   | 5  | 55   |
| 2    | Ilya Mikhalchik       | Kawasaki  | 13  | 6  | 12  | 13  | 16  | 14  | 8   | 7  | 39   |
| 3    | Alessandro Zaccone    | Kawasaki  | 5   | 19 | 5   | 12  | Rit | Rit | Rit | 11 | 31   |
| 4    | Davide Stirpe         | Kawasaki  | 19  | 23 | 21  | 27  | 10  | 26  | 26  | 20 | 6    |
| 5    | Cédric Tangre         | Suzuki    | Rit | 15 | 26  | 26  | 21  | 25  | 18  | 22 | 1    |
| NC   | János Chrobák         | MV Agusta | 17  | 21 | Rit |     |     |     |     |    | 0    |
| -    | Guillaume Antigua     | Kawasaki  |     |    |     |     |     |     | 19  |    | 0    |
| -    | Christopher Gobbi     | Yamaha    | 20  | 28 | 28  | 29  | 19  | 27  | 25  | 21 | 0    |
| -    | Javier Orellana       | Honda     | Rit | NP |     | 22  | 25  |     |     |    | 0    |
| -    | Braeden Ortt          | Honda     | 22  | NQ | 30  | Rit | 23  | 28  | 28  | 24 | 0    |
| -    | Jaimie van Sikkelerus | Yamaha    |     |    |     | 23  |     |     |     |    | 0    |
| -    | Jed Metcher           | Honda     |     |    | 23  |     |     |     |     |    | 0    |
| -    | Dorren Loureiro       | Honda     |     |    |     |     |     |     | 29  | 25 | 0    |
| -    | Angelo Licciardi      | Kawasaki  | Rit | NQ | Rit | 30  | Rit | NQ  | NQ  |    | 0    |
| -    | Casey Tobolewski      | Kawasaki  |     |    |     |     |     | NQ  |     |    | 0    |
| Pos. | Pilota                | Moto      |     |    |     |     |     |     |     |    | P.ti |

| Legenda | 1º posto        | 2º posto            | 3º posto           | A punti      | Senza punti        | Grassetto – Pole position Corsivo – Giro più veloce |
| Legenda | Gara non valida | Non qual./Non part. | Ritirato/Non class | Squalificato | '-' Dato non disp. | Grassetto – Pole position Corsivo – Giro più veloce |

### Sistema di punteggio
| Pos.  | 1  | 2  | 3  | 4  | 5  | 6  | 7 | 8 | 9 | 10 | 11 | 12 | 13 | 14 | 15 | 16> |
| Punti | 25 | 20 | 16 | 13 | 11 | 10 | 9 | 8 | 7 | 6  | 5  | 4  | 3  | 2  | 1  | 0   |

### Classifica costruttori
| Pos. | Costruttore | Motocicletta |     |    |     |    |    |    |    |    |    |    |    |     | P.ti |
| ---- | ----------- | ------------ | --- | -- | --- | -- | -- | -- | -- | -- | -- | -- | -- | --- | ---- |
| 1    | Kawasaki    | ZX-6R        | 1   | 2  | 1   | 3  | 1  | 2  | 1  | 1  | 1  | 4  | 1  | 2   | 264  |
| 2    | Honda       | CBR600RR     | 2   | 3  | 7   | 1  | 3  | 1  | 2  | 2  | 4  | 3  | 3  | 1   | 221  |
| 3    | MV Agusta   | F3 675       | 6   | 1  | 3   | 2  | 2  | 3  | 4  | 3  | 3  | 1  | 6  | 3   | 203  |
| 4    | Yamaha      | YZF-R6       | 3   | 11 | 12  | 14 | 15 |    | 18 | 19 | 2  | 2  | 2  | 12  | 92   |
| 5    | Triumph     | Daytona 675  |     |    |     | 12 | 18 | 14 | 5  | 8  | 11 | 15 | 14 | Rit | 33   |
| 6    | Suzuki      | GSX-R600     | Rit |    | Rit | 15 | 26 |    | 26 | 12 | 20 | 18 | 22 |     | 5    |